# French Open 1992 (Badminton)
Die French Open 1992 im Badminton fanden vom 18. bis zum 22. März 1992 in Paris statt. Das Preisgeld betrug 10.000 US-Dollar. Das Turnier gehörte weder zum World Badminton Grand Prix 1992 (5.000 US-Dollar zu wenig Preisgeld) noch zum EBU Circuit 1991/92 (wegen Benutzung anderer Fußbodenmatten als vom Circuit-Sponsor Forbo).

## Sieger und Platzierte
| Disziplin    | Gold                      | Silber                       | Bronze                             |
| ------------ | ------------------------- | ---------------------------- | ---------------------------------- |
| Herreneinzel | Wan Zhengwen              | Bambang Suprianto            | Wong Wai Lap                       |
| Herreneinzel | Wan Zhengwen              | Bambang Suprianto            | Chris Bruil                        |
| Dameneinzel  | Doris Piché               | Liu Yuhong                   | Katrin Schmidt                     |
| Dameneinzel  | Doris Piché               | Liu Yuhong                   | Yuliani Santosa                    |
| Herrendoppel | Li Yongbo Tian Bingyi     | Ricky Subagja Rexy Mainaky   | David Humble Anil Kaul             |
| Herrendoppel | Li Yongbo Tian Bingyi     | Ricky Subagja Rexy Mainaky   | Mike Bitten Bryan Blanshard        |
| Damendoppel  | Rhonda Cator Anna Lao     | Katrin Schmidt Kerstin Ubben | Monique Hoogland Ann Sandersson    |
| Damendoppel  | Rhonda Cator Anna Lao     | Katrin Schmidt Kerstin Ubben | Sun Man Wang Xiaoyuan              |
| Mixed        | Liu Jianjun Wang Xiaoyuan | Chen Xingdong Sun Man        | Kenny Middlemiss Elinor Middlemiss |
| Mixed        | Liu Jianjun Wang Xiaoyuan | Chen Xingdong Sun Man        | Michael Keck Anne-Katrin Seid      |

## Finalresultate
| Disziplin    | Sieger                    | Finalist                     | Ergebnis           |
| ------------ | ------------------------- | ---------------------------- | ------------------ |
| Herreneinzel | Wan Zhengwen              | Bambang Suprianto            | 7-15, 15-12, 15-7  |
| Dameneinzel  | Doris Piché               | Liu Yuhong                   | 7-11, 12-10, 11-3  |
| Herrendoppel | Li Yongbo Tian Bingyi     | Ricky Subagja Rexy Mainaky   | 18-16, 15-12       |
| Damendoppel  | Rhonda Cator Anna Lao     | Katrin Schmidt Kerstin Ubben | 15-7, 15-5         |
| Mixed        | Liu Jianjun Wang Xiaoyuan | Chen Xingdong Sun Man        | 18-17, 12-15, 15-4 |